# Declaración indagatoria
Una declaración indagatoria tiene lugar durante una causa judicial. Se llama a indagatoria a una persona sobre cual existe alguna sospecha de que haya estado implicada en un caso judicial bajo investigación. En la indagatoria se informa a la persona de qué se la acusa, se le hacen preguntas relacionadas con el caso, y se le da la oportunidad de defenderse o brindar pruebas. La declaración puede ser postergada si la persona no se encuentra en condiciones de declarar. Dicha persona puede negarse a declarar, con lo cual la indagatoria se da por finalizada de inmediato, o bien puede ofrecer una declaración por escrito.
Luego de la declaración indagatoria, hay tres resultados posibles: se puede resolver el procesamiento, que implica que la persona será sometida a juicio; el sobreseimiento, que implica que no existen elementos para relacionar a la persona con el caso; o bien, la falta de mérito, que implica que no se puede decidir aún el procesamiento o el sobreseimiento y que el fiscal debe seguir investigando hasta definirlo.